# Shimoda Kohei
Kohei Shimoda (sinh ngày 8 tháng 4 năm 1989) là một cầu thủ bóng đá người Nhật Bản.

## Sự nghiệp câu lạc bộ
Kohei Shimoda đã từng chơi cho FC Tokyo, Mito HollyHock, FC Machida Zelvia, V-Varen Nagasaki và Blaublitz Akita.